# Alexander Michel
Robert Alexander Robert Michel Melki, född 14 november 1992, är en svensk-libanesisk fotbollsspelare (försvarare) som spelar för Al Ansar i Libanon. Michel spelar sedan 2018 för Libanons landslag.

## Klubbkarriär
I mars 2017 värvades Michel av AFC Eskilstuna, där han skrev på ett tvåårskontrakt. I januari 2019 värvades han av qatariska Al-Khor.
I februari 2021 värvades Michel av Al-Shahania i qatariska andradivisionen. I augusti 2022 återvände han till AFC Eskilstuna, där han skrev på ett kontrakt för resten av säsongen.
I februari 2023 värvades Michel av division 1-klubben United IK Nordic.

## Landslagskarriär
Alexander Michel har spelat en U19-landskamp för Sverige. Han har även spelat fyra landskamper för U21-landslaget. Från och med 2018 representerar han Libanons landslag.